# De minimis
De minimis es una expresión latina que significa sobre las cosas pequeñas, habitualmente utilizada en las frases de minimis non curat praetor o de minimis non curat lex, con el significado de que la ley no está interesada en asuntos menores.
En un sentido legal más formal se refiere a algo que no tiene la suficiente importancia como para que la ley le preste atención. 
En la evaluación de riesgos, se refiere a un nivel de riesgo que es demasiado pequeño como para preocuparse por él. En ocasiones, es posible referirse a él como un nivel «virtualmente seguro».

## Ejemplos de aplicación de la reglade minimis
Los Tribunales de justicia no mantienen en ocasiones el copyright de material en dominio público modificado si los cambios son vistos como "de minimis". De igual forma, los tribunales han rechazado casos de infracción de copyright sobre la base de que el alegado uso ilegal de la obra con derechos de autor (por ejemplo, en el caso de los samples) es tan insignificante que es "de minimis". No obstante, esta norma, en el caso Bridgeport Music, Inc. v. Dimension Films, fue rechazada en el recurso de apelación y el tribunal declinó explícitamente reconocer un estándar de minimis para los samples.
Bajo las normas impositivas estadounidenses, la regla de minimis regula el tratamiento de pequeñas cantidades de descuento en el mercado. En este sentido, si un bono es adquirido con una pequeña cantidad de descuento de mercado (una cantidad menor al 0,25 % del valor nominal de un bono multiplicado por la cantidad de años completos entre la adquisición del bono y su fecha de vencimiento), se considera que este es cero. Si el descuento es menor que el valor de minimis, el descuento sobre el bono se trata generalmente como una plusvalía sobre la amortización antes que como una ganancia ordinaria.

### Ayudade minimisen la UE
Las ayudas de minimis en la Unión Europea son un subconjunto importante de las ayudas de Estado, ayudas públicas a la actividad económica, y están sometidas a una minuciosa regulación para evitar su acumulación y los perniciosos efectos que pueden producir sobre la capacidad de los mercados como mecanismos óptimos en la asignación.